# NGC 87

NGC 87 és una galàxia irregular a la constel·lació del Fènix. Forma part del grup de galàxies anomenat Robert's Quartet.